# Cliff Jones
Clifford William Jones (Swansea, 7 de fevereiro de 1935) é um ex-futebolista galês que atuava como meia e foi um membro crucial do time do Tottenham que venceu a liga e a copa na temporada 1960-61.

## Carreira
Jones nasceu em Swansea e começou sua carreira no time da cidade, Swansea City, em 1952, ele jogou apenas 25 vezes no clube antes de ser chamado para a Seleção Galesa.
Ele jogou em todos os cinco jogos do País de Gales na Copa do Mundo de 1958. Ao todo, ele jogou 59 vezes pelo País de Gales, marcando 16 gols.
Ele foi comprado pelo Tottenham Hotspur em 1958. No dia de seu jogo de estréia, ele chegou de transporte público e atravessou o portão principal junto com todos os torcedores do Spurs. Daí em diante, ele se tornou uma peça-chave na equipe que ganhou a Copa e a Liga na temporada 1960-61. Ele também foi um membro dos times que ganharam a Copa da Inglaterra de 1962 e a Taça dos Clubes Vencedores de Taças de 1963.
A Juventus teria oferecido ao Spurs 100 mil libras por Jones, que a maioria dos críticos classificou como o melhor atacante do país. O gerente Bill Nicholson, que pagou a Swansea £ 35.000 por Jones em fevereiro de 1958, rejeitou a oferta, chamando Jones de "insubstituível".
Jones finalmente mudou-se de White Hart Lane em 1968, quando se transferiu para o Fulham e jogou por lá duas temporadas. Depois, ele jogou pelo King's Lynn. 
Depois de se aposentar do futebol, ele passou a gerenciar com sucesso o time de futebol da escola Highbury Grove School, no norte de Londres.